# Abisko Gränsförsvarsmuseum
Abisko Gränsförsvarsmuseum är ett samarbetsprojekt mellan Försvarsmuseum Boden och Svenska Turistföreningen. Syftet är att lyfta fram och tydliggöra beredskapstiden och det kalla kriget i de svenska fjällen. Museet invigdes 12 september 2009. Huvudman för museet är Försvarsmuseum Boden och museet ingår i nätverket Sveriges militärhistoriska arv. Museet ligger nära Abisko turiststation i Abisko. I samma byggnad ligger Rallarmuseet.